# 头孢洛林
头孢洛林，商品名Teflaro，是一种第五代头孢菌素类抗生素。它对于包括耐甲氧西林金黄色葡萄球菌(MRSA)在内的革兰氏阳性菌具有强大的抗菌作用,同时保持了与最近几代头孢菌素相当的抗革兰氏阴性菌的活性，目前它正在被评估用于治疗社区获得性肺炎 以及复合型皮肤软组织感染。
头孢洛林由Foresst Laboratories研制生产, 并由日本武田薬品工業株式会社提供授权。 
2010年10月29日，头孢洛林获得美国FDA认证，许可用于治疗社区获得性肺炎以及急性细菌性皮肤感染。 体外研究现实头孢洛林与头孢比普（另一种第五代头孢菌素）具有相似的抗菌谱。然而，头孢比普尚未进行平行对照临床试验。目前，在国际临床与实验室标准学会（CLSI）制定的标准之下，头孢洛林和头孢比普均被列在一个尚未命名的头孢菌素类抗生素的子类下。

## 作用机制
β-内酰胺类抗生素可以与细菌细胞壁上的青霉素结合蛋白（PBPs）结合从而抑制细菌肽聚糖的合成。而肽聚糖是细菌细胞壁的结构成分之一，缺少肽聚糖将会导致细胞壁结构的异常，包括细胞壁延展，泄漏，丧失选择通透性等，最终导致细菌死亡或者溶解。除此之外，头孢洛林还可以有效的与PBP-2a结合，这种蛋白通常由MRSA产生而且不易与现在临床广泛使用的β-内酰胺类抗生素结合。因此，头孢洛林对于MRSA具有有效的抗菌活性，优于其他β-内酰胺类抗生素。

## 临床应用
头孢洛林是最新一代的头孢菌素，临床III期实验显示其对于MRSA具有强大的抗菌活性，对照实验显示在对于MRSA的治疗中，头孢洛林与万古霉素和氨曲南合用的治疗效果没有显著的差异。 在对于社区获得性肺炎的治疗中，头孢洛林也与头孢曲松的治疗效果相当，也没有显示更多的副作用。
于是2010年9月8日，FDA顾问委员会建议许可头孢洛林用于治疗社区获得性肺炎以及复合型皮肤软组织感染。
2010年10月FDA正式批准了这一请求。

## 安全性
临床研究显示头孢洛林具有良好的可耐受性，总体副反应发生率在两组临床研究样本中进行（CANVAS I 和 CANVAS II 实验评估了单用头孢洛林与万股霉素和氨曲南合用治疗由革兰氏阳性菌和阴性菌引起的复合型皮肤软组织感染的疗效比较）。实验现实，头孢洛林组因为无法耐受而停止治疗的比例是2.7%，相比较于万古霉素加氨曲南组的3.7%。发生于2%以上病人中的常见的副反应有：头晕，恶心和皮疹。:

## 禁忌症
- 已知的对头孢洛林或其他第五代头孢菌素过敏患者
- 曾经发生过对头孢菌素过敏的患者[11]

## 用药可能发生的危险及防治措施

### 超敏反应
严重的超敏反应和皮肤过敏反应在β-内酰胺类抗生素的应用中多有报道，头孢洛林亦不例外。因此，在对曾有对头孢菌素类抗生素过敏史的患者使用头孢洛林前，推荐进行过敏皮肤试验。并且，要详细询问患者对头孢菌素类、青霉素类以及碳青霉素类抗生素的过敏史，因为头孢菌素类及青霉素之间存在交叉过敏现象，需要小心用药。如果出现过敏反应需要立刻停药，并采取注射肾上腺素及其他抢救措施，包括气道管理，吸氧，静脉补液，抗组胺药物，皮质醇，血管加压素等等。

### 艰难梭菌相关性腹泻
艰难梭菌相关性腹泻 (CDAD)几乎在所有使用抗生素的病例中报道，包括头孢洛林。临床症状可以表现为严重的腹泻，甚至可以是致命的结肠炎。在诊断此病时一定要详细的询问病史，因为本病可以发生于使用抗生素2月后。如果怀疑或者确诊本病，那么如果情况允许，对艰难梭菌无抗菌活性的抗生素应当建议停用。

### 耐药性的产生
如果没有证据或者强烈怀疑感染的细菌仅有头孢洛林对其有效果，那么，使用头孢洛林并不对患者有益，并且可能会升高细菌产生耐药性的风险。

### 直接Coombs实验的假阳性率
临床三期的CABP实验结果显示，51/520（9.8%）使用头孢洛林治疗的病人，相对于头孢曲松的24/534（4.5%），在直接Coombs实验中结果出现了阳性结果，然而两组实验的病人均没有证据发生了溶血反应。如果，在使用头孢洛林治疗后患者出现了贫血才应当考虑药物性溶血性贫血。如果药物性溶血被怀疑或者被诊断，则头孢洛林应该停药并对症支持治疗。

### 药物相互作用
对头孢洛林未进行过药物相互作用研究，体外实验中发现无论是头孢洛林酯还是头孢洛林，都未发现对肝P450酶具有抑制作用。因此，无论是头孢洛林酯还是头孢洛林从理论上说都不会引起其他经相似途径代谢的药物半衰期的延长。

### 特殊人群用药
对于怀孕期妇女和哺乳期妇女，头孢洛林仅在评估其利益大于可能潜在的对胎儿或婴儿的危害时才可应用。
对于小儿的用药安全及效果尚未有实验研究。
对于65岁及以上的病人，因其肾功能有所下降，而头孢洛林绝大部分通过肾脏排泄，因此对于这些病人的用药剂量应当仔细调整。
对于中度（清除率30～50ml/min）和重度（清除率<30ml/min）肾功能损害患者需要调整用药剂量。
对于肝脏损害的病人使用头孢洛林的研究尚未确立。

## 副作用
只有约5%的病人使用头孢洛林出现副反应。3期临床实验证实下列副反应可以出现于>2%的病人：
- 呕吐
- 恶心
- 皮疹

## 化学结构
头孢洛林酯是一种药物前体，经过体内代谢转换为有活性的头孢洛林及无活性的头孢洛林M1。最初的动物实验中，用于实验的头孢洛林酯醋酸盐化合物被称为PPI-0903.
和其他头孢菌素类抗生素一样，头孢洛林的化学结构中，一个双环与4个β-内酰胺环结合组成一个头孢烯环。头孢洛林对MRSA的活性正是由于其1,3-硫氮杂茂环。